# Rujána
Rujána (původně Rána; německy Rügen, německá výslovnost: IPA: [ˈʁyːɡn̩],  poslech; latinsky Rugia) je největší ostrov v Německu. Leží na severovýchodním okraji spolkové země Meklenbursko-Přední Pomořansko v Baltském moři. Východní pobřeží ostrova tvoří západní hranici Pomořanského zálivu.

## Historie

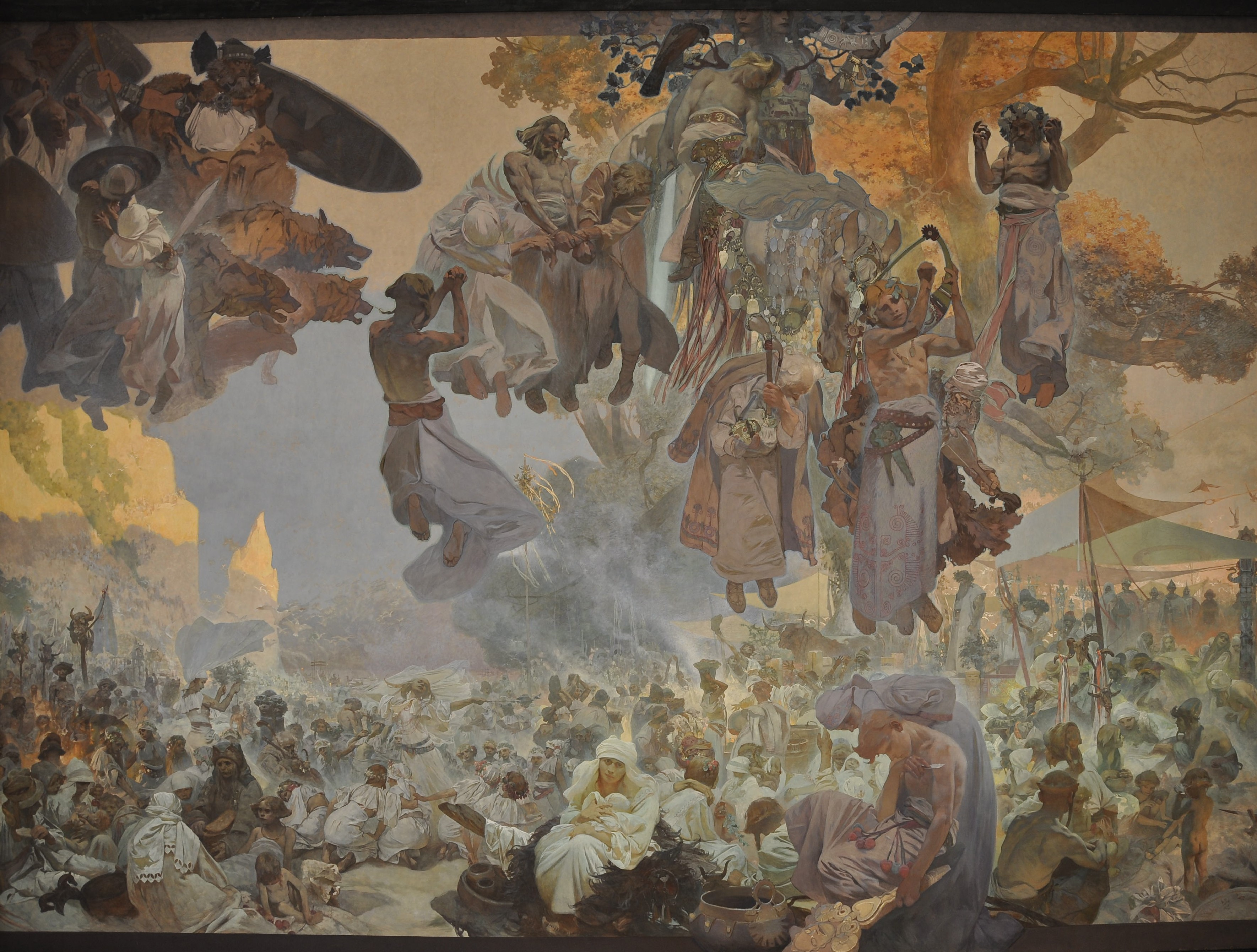
Obraz Slavnost Svantovítova na Rujáně z cyklu Slovanská epopej od Alfonse Muchy, 1912

Od 6. století byl ostrov osídlen kmenem slovanských Ránů, podle nichž má své jméno. Jiné zdroje však označují za původce názvu germánské Rugie, kteří ostrov obývali před dobou stěhování národů. Slované zde vybudovali knížectví s centrem na Arkoně. V 8.−11. století představovalo toto území jedno z významných center moci Pobaltských Slovanů, které čelilo opakovaným nájezdům Vikingů. Slovanskými kmeny zde byl uctíván Svantovít. Replika jeho sochy (původně zřejmě z 10. století) se také na ostrově nachází.Roku 1168 se knížata po dánském vpádu a zničení proslulé svatyně Svantovíta v Arkoně dostala pod svrchovanost dánského krále Valdemara I. Současně kníže Jaromar I. přijal křesťanství. Součástí knížectví byla i protilehlá pevnina, kde se nacházela menší údělná knížectví. Po úmrtí Vilislava III., posledního přímého mužského potomka, v roce 1325 přešlo Rujánské knížectví do rukou vévodů z pomořansko-wolgastské linie. Pouze v první polovině 15. století došlo k krátkodobému osamostatnění Rujány.

Mapa od Eilharduse Lubinuse z roku 1608

V průběhu třicetileté války byl ostrov několikrát v moci Albrechta z Valdštejna a Švédů. Po uzavření Vestfálského míru se Rujána stala součástí Švédska. V roce 1815 byl ostrov po napoleonských válkách začleněn do Pruska. Po druhé světové válce se Rujána stala součástí sovětské okupační zóny a byla spojena s Meklenburskem, čímž se stala součástí Německé demokratické republiky (NDR). V rámci správní reformy v roce 1952 byla začleněna do kraje Rostock. Po znovusjednocení Německa v roce 1990 náleží Rujána do spolkové země Meklenbursko-Přední Pomořansko.

## Číselné údaje
Ostrov Rujána, včetně přilehlých ostrovů, má rozlohu 935 km². Dosahuje maximální nadmořské výšky 161 m na vrcholu Piekbergu. Podle údajů z roku 2021 zde žije 64 376 obyvatel. Ostrov je orientován v ose sever-jih s délkou 52 km a v ose západ-východ měří 41 km.

## Geologie a geografie
Břehy jsou nízké, velmi členité. Vyskytuje se na nich mnoho kos, přesypů a dun. Reliéf je tvořen kopcovitou rovinou s valy koncových morén, které překrývají vápence. Na severu, nedaleko města Sassnitz je Národní park Jasmund. Ten je známý příkrými křídovými skalami, místy vysokými i přes 30 m.
Převážná část povrchu je obdělávána (žito, oves, brambory, cukrová řepa). Na východě a ve střední části ostrova jsou bukové lesy. Je zde rozvinutá živočišná výroba (mléko) a rybolov (sledi, úhoři). Hlavní přístav je Sassnitz. Poblíž něj se těží křída. Jsou zde přímořské lázně (Binz, Sellin). Je spojen s pevninou hrází (2,5 km) se železnicí a mostem. Mezi městy Sassnitz a Trelleborg (Švédsko) fungovalo do roku 2020 trajektové spojení.

## Biosférická rezervace
Území o rozloze 22 800 ha, zahrnující jihovýchodní část ostrova, bylo v roce 1991 zapsáno na seznam biosférických rezervací UNESCO. Sídlo správy biosférické rezervace je v Putbusu.

## Cestovní ruch
Rujána patří mezi významné turistické destinace Německa, přičemž přibližně čtvrtina všech přenocování v regionu Meklenbursko-Přední Pomořansko se odehrává právě zde. V roce 2014 se stala nejoblíbenějším německým prázdninovým ostrovem s 5,89 miliony přenocování. Turisté navštěvují Rujánu zejména od dubna do října, s hlavní sezónou v červnu až srpnu. Oblíbenými rekreačními středisky jsou Binz, Sellin, Göhren a Sassnitz. Ostrov láká svou unikátní přírodní a kulturní krajinou, včetně Národního parku Jasmund s Rujánskými křídovými skalami. Křída, nazývaná "bílé zlato Rujány", hraje významnou roli v turistických nabídkách a ekonomice ostrova. Část západního pobřeží a Boddenu patří do Národního parku Krajina Západopomořanské laguny. Rujána je rovněž známá jako odpočinkové místo pro tisíce jeřábů během jejich migrace od konce srpna do začátku října.

## Fotogalerie

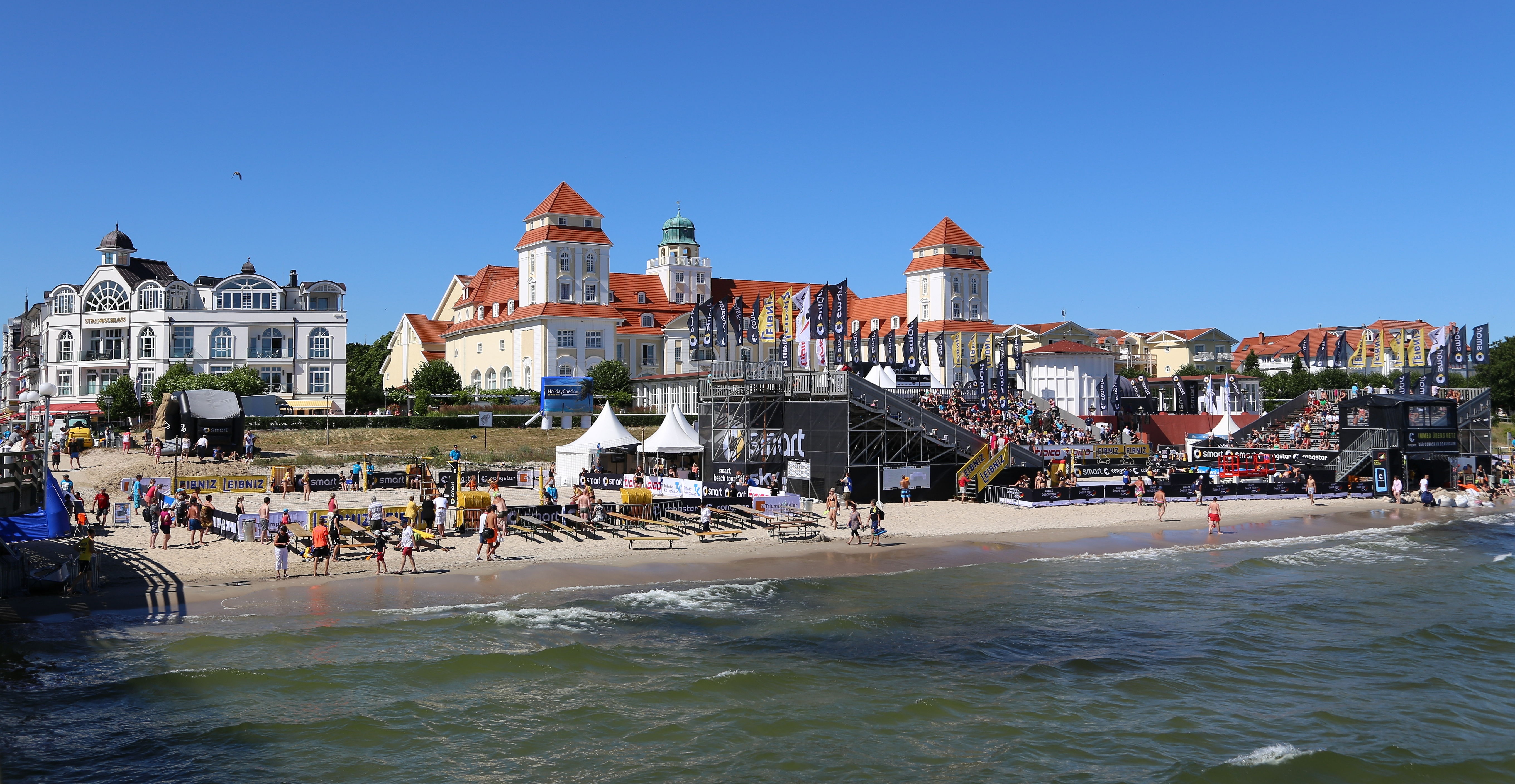
Přímořské lázně Binz
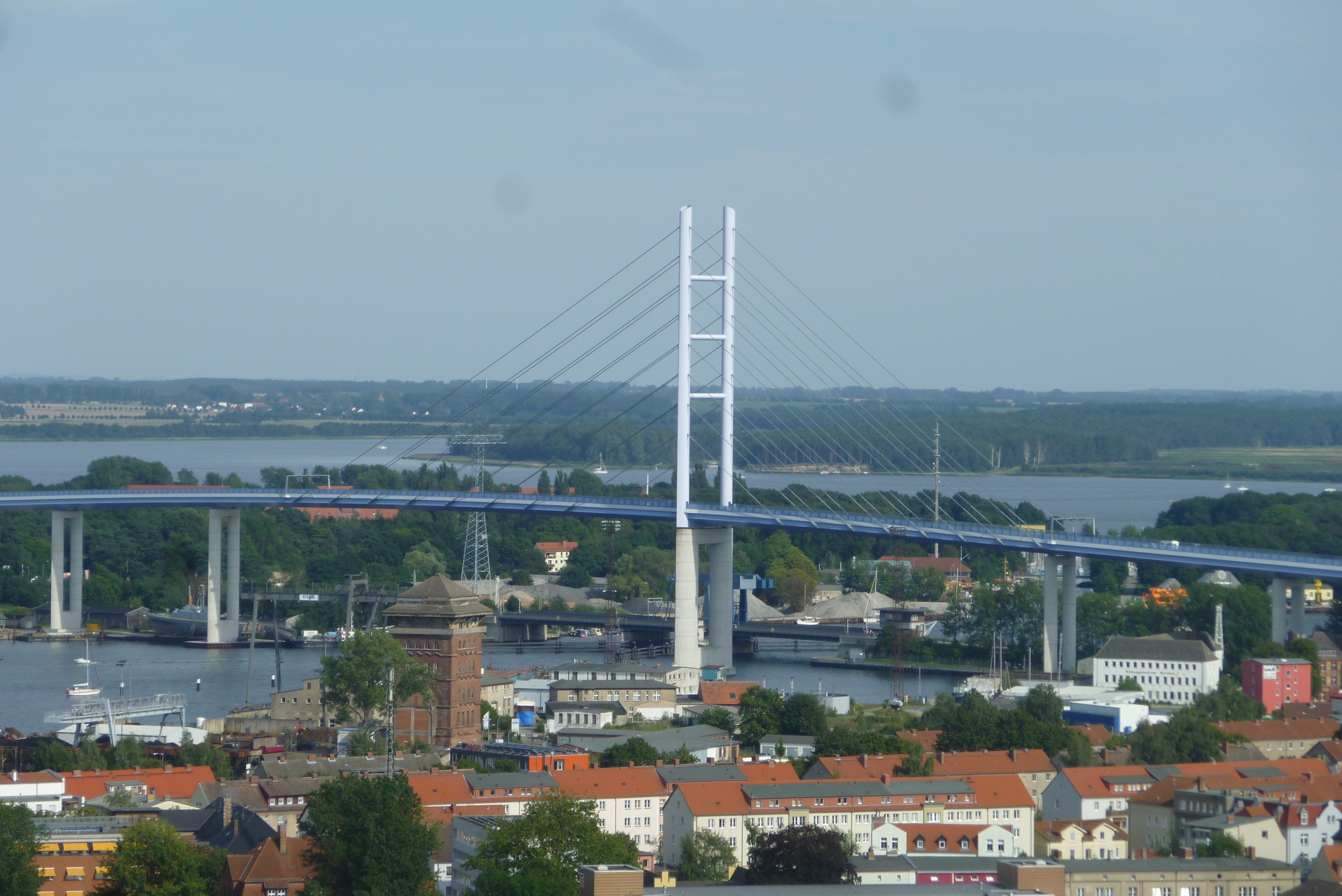
Most Rügenbrücke, spojující Stralsund s ostrovem
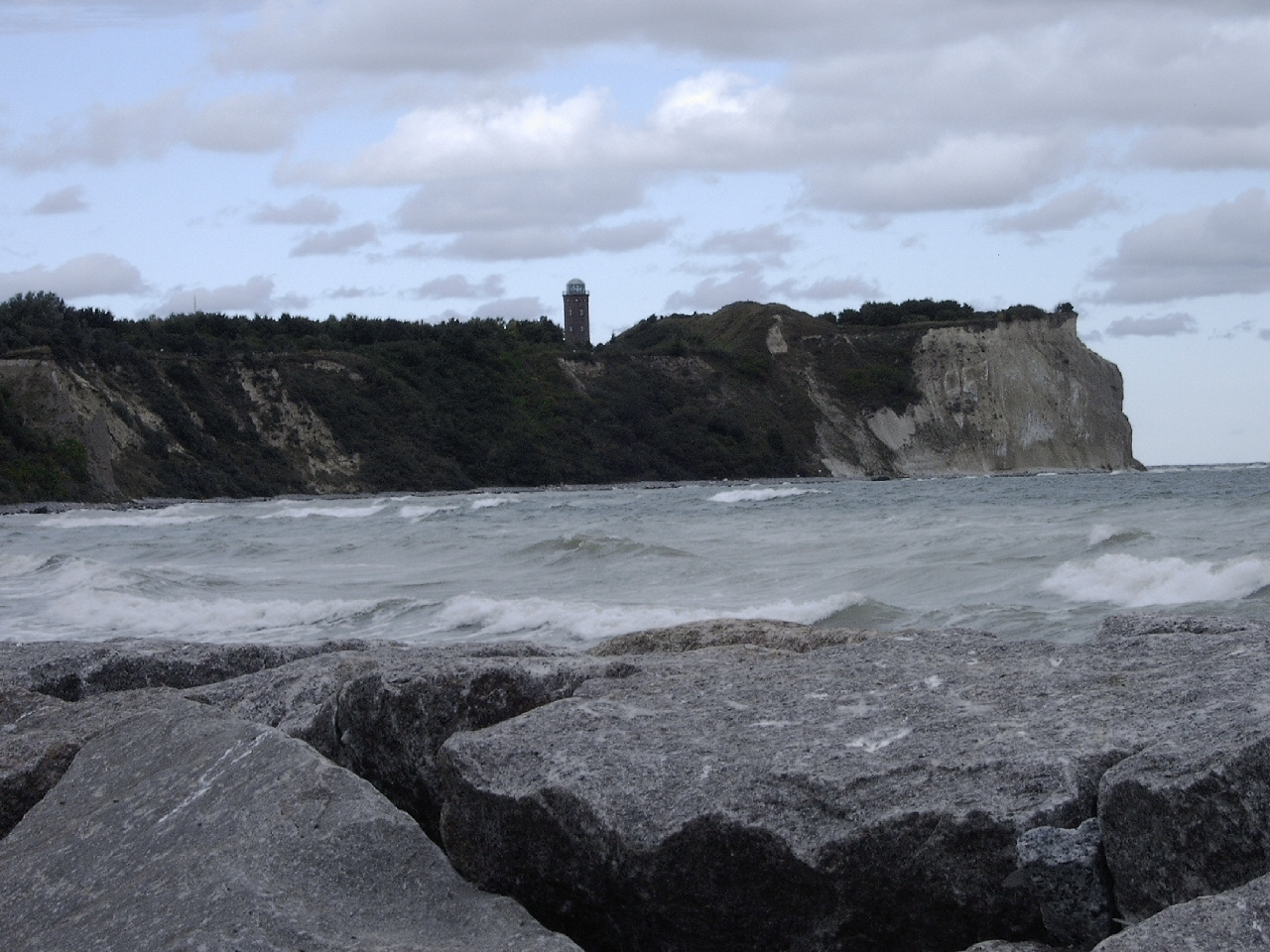
Kap Arkona na severu ostrova
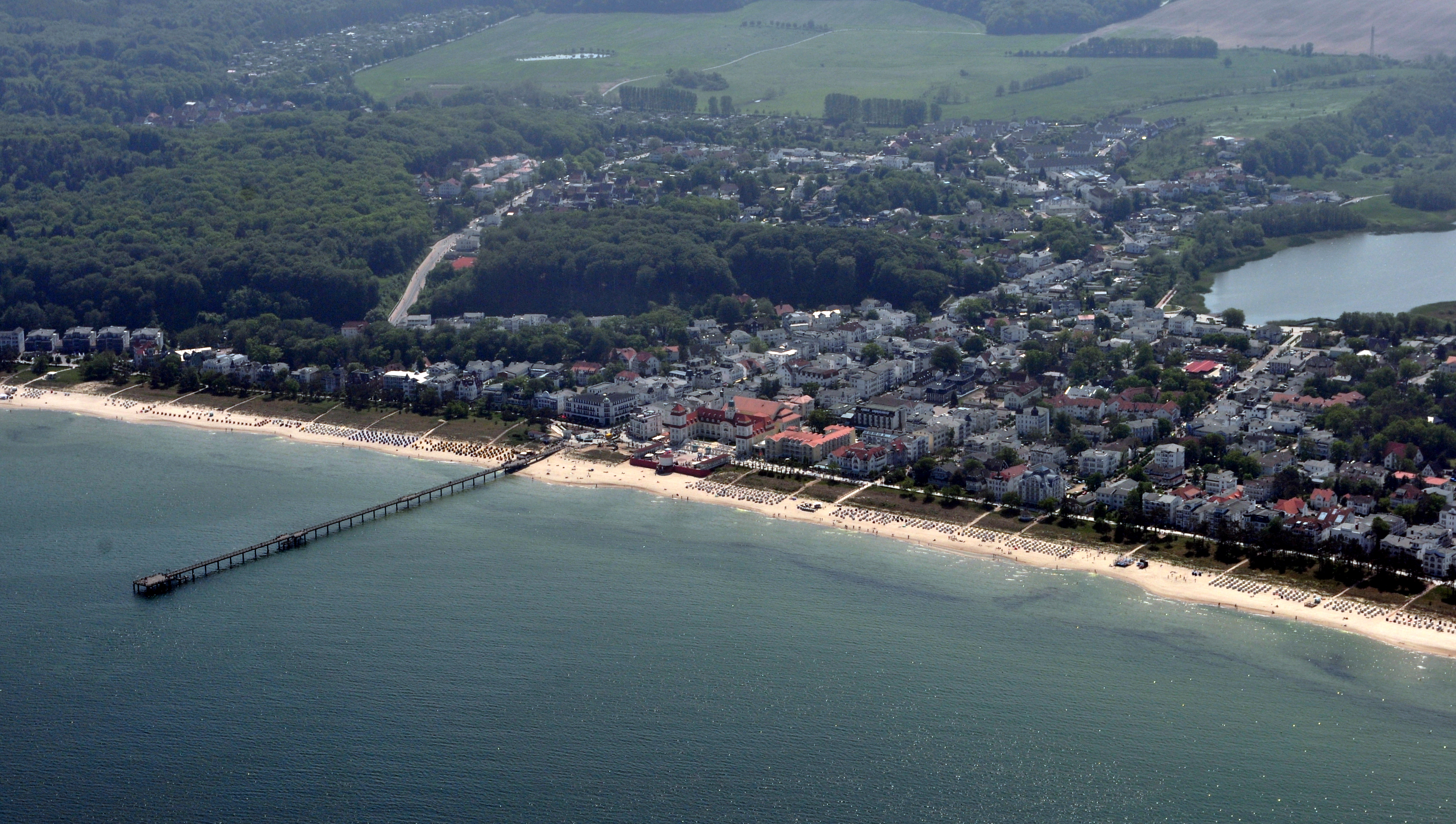
Pláže v Binzu
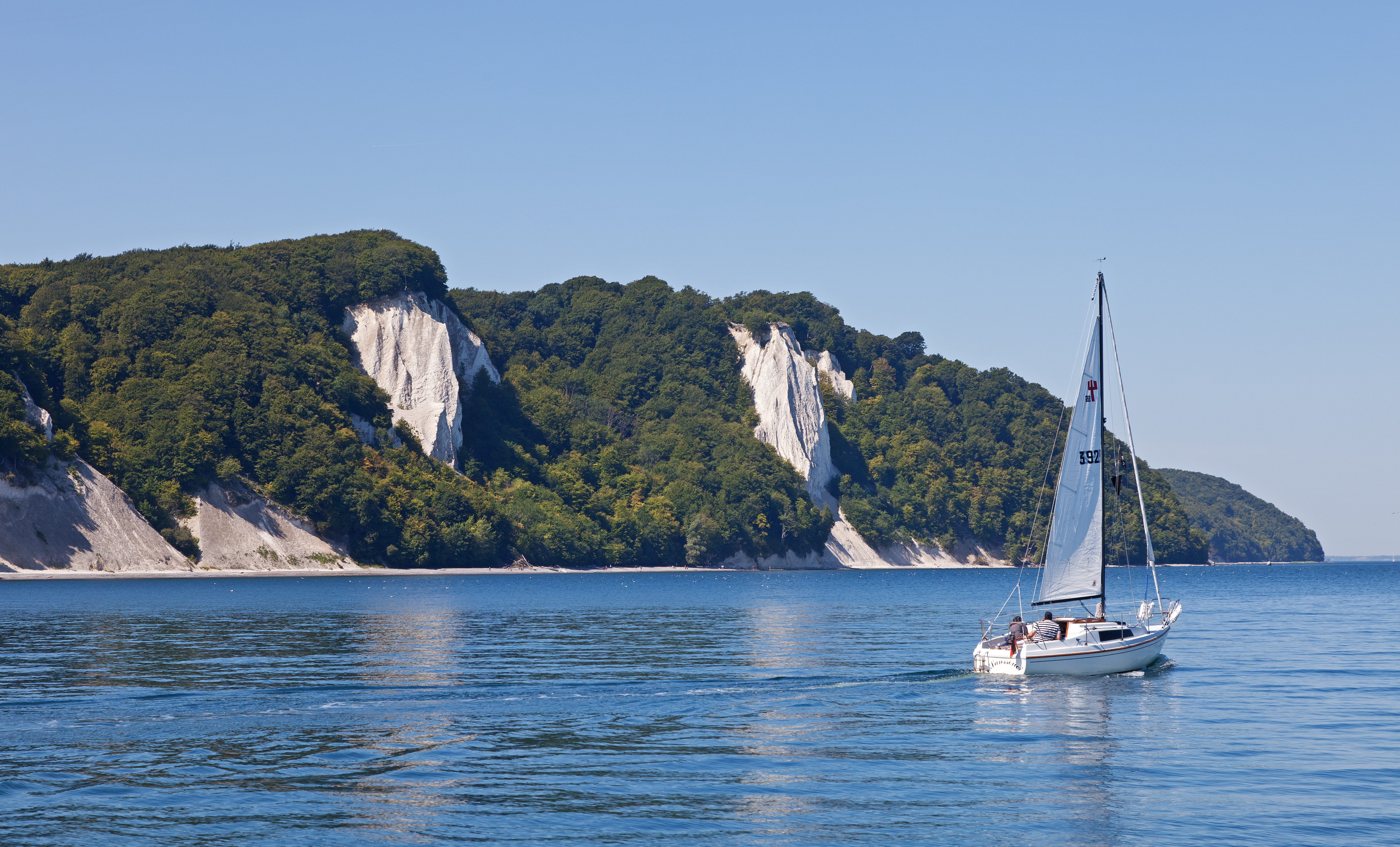
Národní park Jasmund
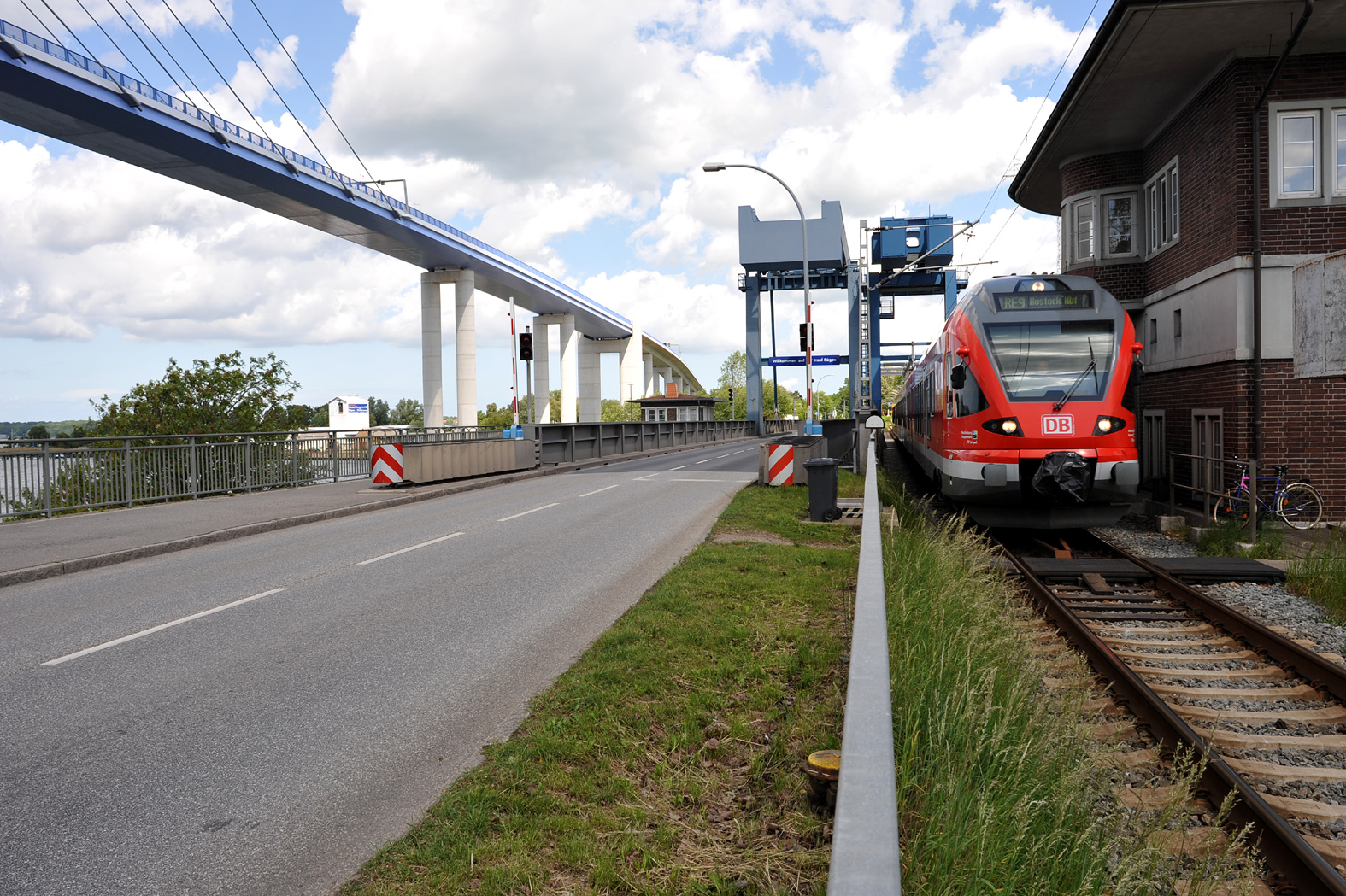
Nový a starý silniční a železniční most na Rujánu
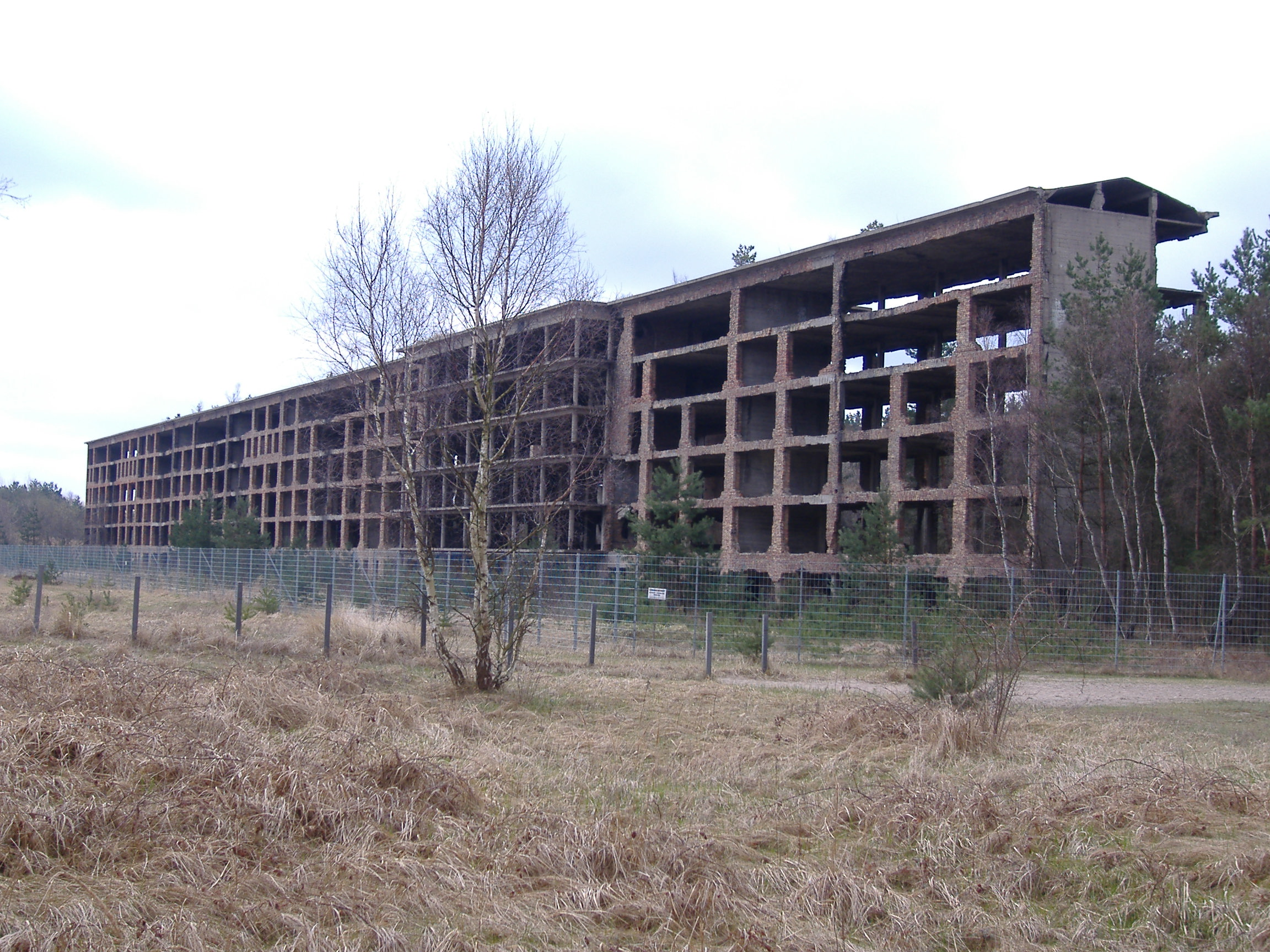
Někdejší vojenský lazaret v Proře